# Massimo Tassara
Massimo Tassara (Livorno, 21 dicembre 1954) è un allenatore di calcio ed ex calciatore italiano, di ruolo centrocampista.

## Carriera

### Giocatore
Inizia la carriera nel Sansepolcro, con cui nella stagione 1974-1975 segna una rete in 29 presenze in Serie D; l'anno seguente fa il suo esordio tra i professionisti, giocando 35 partite nel campionato di Serie C con la Clodiasottomarina. Dopo un anno in terza serie, passa alla S.P.A.L.; con la squadra estense nella stagione 1976-1977 esordisce in Serie B, campionato nel quale gioca stabilmente da titolare collezionando 29 presenze. Rimane alla S.P.A.L. anche nella stagione 1977-1978, disputata in Serie C dopo la retrocessione dell'anno precedente e terminata con la vittoria del campionato di terza serie, nel corso del quale Tassara gioca 27 partite. Viene riconfermato dagli emiliani anche per la stagione 1978-1979, disputata nuovamente in Serie B e terminata dal centrocampista livornese con 24 presenze senza reti.
Nel 1980 Tassara dopo tre anni ed 80 presenze in partite di campionato lascia la S.P.A.L. per accasarsi all'Arezzo, formazione con la quale nella stagione 1979-1980 disputa 30 partite nel campionato di Serie C1, durante il quale mette anche a segno una rete (la sua prima in carriera in campionati professionistici). Successivamente, nella stagione 1980-1981 segna 2 gol in 24 presenze e vince la Coppa Italia Semiprofessionisti, mentre nella stagione 1981-1982, la sua terza ed ultima con gli aretini, gioca ulteriori 4 partite di campionato, conquistando con la squadra la vittoria del campionato e, quindi, la seconda promozione in Serie B della sua carriera.
Nella stagione 1982-1983 si trasferisce alla Rondinella, formazione fiorentina neopromossa in Serie C1; in questa stagione Tassara gioca 29 partite, mentre nella stagione 1983-1984 segna una rete in 33 presenze. Dopo il biennio alla Rondinella si trasferisce al Mantova, società con la quale nella stagione 1984-1985 gioca 20 partite nel campionato di Serie C2. Infine, nella stagione 1986-1987 gioca 30 partite nel campionato di Serie C1 con la neopromossa Lucchese.
In carriera ha giocato complessivamente 53 partite in Serie B, 212 (con 4 reti) fra Serie C e Serie C1, 20 in Serie C2 e 29 (con una rete) in Serie D.

### Allenatore
Nella stagione 1997-1998 ha allenato gli Allievi regionali della S.P.A.L.. Nella stagione 2004-2005 ha allenato la Vigaranese, squadra ferrarese di Promozione; è stato esonerato a campionato in corso e sostituito da William Rivaroli.

## Palmarès

### Giocatore

#### Competizioni nazionali
- Serie C: 1

S.P.A.L.: 1977-1978
- Serie C1: 1

Arezzo: 1981-1982
- Coppa Italia Semiprofessionisti: 1

Arezzo: 1980-1981